# تاتی الکلید
تاتی الکلید (انگلیسی: Tati Alcalde؛ زادهٔ ۲۲ ژانویه ۱۹۶۴) بازیکن فوتبال اهل اسپانیا است.
از باشگاه‌هایی که در آن بازی کرده‌است می‌توان به باشگاه فوتبال اسپورتینگ خیخون اشاره کرد.